# Hussein Chahristani
Hussein Ibrahim Saleh al-Chahristani (né en 1942 à Kerbala) est un physicien et homme politique irakien. Expert en physique nucléaire qui a été emprisonné à Abou Ghraib pendant dix ans pour son opposition au programme d'armes nucléaires de Saddam Hussein. Il a été ministre de l'Énergie de 2006 à 2010, puis vice-Premier ministre de 2010 à septembre 2014 sous le gouvernement de Nouri al-Maliki. 